# Deux sans barreur masculin aux Jeux olympiques d'été de 2020
Navigation
Rio de Janeiro 2016 Paris 2024
L'épreuve masculine du deux sans barreur des Jeux olympiques d'été de 2020 de Tokyo a lieu au Sea Forest Waterway du 24 au 29 juillet 2021.

## Compétition

### Séries
Les trois premiers de chaque série se qualifient pour les demi-finales A/B, les autres disputent des repêchages.

#### Série 1
| Rang | Ligne | Rameur                                     | Pays           | Temps         | Notes |
| ---- | ----- | ------------------------------------------ | -------------- | ------------- | ----- |
| 1    | 4     | Marius Cozmiuc Ciprian Tudosa              | Roumanie       | 6 min 33 s 86 | Q     |
| 2    | 3     | Niki van Sprang Guillaume Krommenhoek      | Pays-Bas       | 6 min 36 s 42 | Q     |
| 3    | 2     | Martin Mačković Miloš Vasić                | Serbie         | 6 min 43 s 18 | Q     |
| 4    | 5     | Jaime Canalejo Pazos Javier Garcia Ordonez | Espagne        | 6 min 53 s 33 | R     |
| 5    | 1     | Luc Daffarn Jake Green                     | Afrique du Sud | 7 min 04 s 03 | R     |

#### Série 2
| Rang | Ligne | Rameur                               | Pays             | Temps         | Notes |
| ---- | ----- | ------------------------------------ | ---------------- | ------------- | ----- |
| 1    | 3     | Sam Hardy Joshua Hicks               | Australie        | 6 min 42 s 74 | Q     |
| 2    | 2     | Giovanni Abagnale Marco di Constanzo | Italie           | 6 min 48 s 74 | Q     |
| 3    | 2     | Brook Robertson Stephen Jones        | Nouvelle-Zélande | 6 min 56 s 53 | Q     |
| 4    | 4     | Thibaud Turlan Guillaume Turlan      | France           | 7 min 09 s 79 | R     |

#### Série 3
| Rang | Ligne | Rameur                           | Pays        | Temps         | Notes |
| ---- | ----- | -------------------------------- | ----------- | ------------- | ----- |
| 1    | 3     | Martin Sinkovic Valent Sinkovic  | Croatie     | 6 min 32 s 41 | Q     |
| 2    | 4     | Frederic Vystavel Joachim Sutton | Danemark    | 6 min 36 s 93 | Q     |
| 3    | 2     | Kai Langerfeld Conlin McCabe     | Canada      | 6 min 40 s 99 | Q     |
| 4    | 1     | Dzmitry Furman Siarhei Valadzko  | Biélorussie | 7 min 05 s 65 | R     |

### Repêchage
| Rang | Ligne | Rameur                                     | Pays           | Temps         | Notes |
| ---- | ----- | ------------------------------------------ | -------------- | ------------- | ----- |
| 1    | 2     | Jaime Canalejo Pazos Javier Garcia Ordonez | Espagne        | 6 min 47 s 06 | Q     |
| 2    | 3     | Thibaud Turlan Guillaume Turlan            | France         | 6 min 49 s 19 | Q     |
| 3    | 1     | Dzmitry Furman Siarhei Valadzko            | Biélorussie    | 6 min 52 s 82 | Q     |
| 4    | 4     | Luc Daffarn Jake Green                     | Afrique du Sud | 6 min 57 s 01 |       |

### Demi-finales
Les trois premiers de chaque série se qualifient pour la finale.

#### Demi-finale 1
| Rang | Ligne | Rameur                                     | Pays             | Temps         | Notes |
| ---- | ----- | ------------------------------------------ | ---------------- | ------------- | ----- |
| 1    | 4     | Marius Cozmiuc Ciprian Tudosa              | Roumanie         | 6 min 13 s 51 | QA    |
| 2    | 5     | Frederic Vystavel Joachim Sutton           | Danemark         | 6 min 14 s 88 | QA    |
| 3    | 6     | Jaime Canalejo Pazos Javier Garcia Ordonez | Espagne          | 6 min 16 s 25 | QA    |
| 4    | 3     | Sam Hardy Joshua Hicks                     | Australie        | 6 min 19 s 30 | QB    |
| 5    | 1     | Dzmitry Furman Siarhei Valadzko            | Biélorussie      | 6 min 30 s 66 | QB    |
| 6    | 2     | Brook Robertson Stephen Jones              | Nouvelle-Zélande | 6 min 41 s 46 | QB    |

#### Demi-finale 2
| Rang | Ligne | Rameur                                | Pays     | Temps         | Notes |
| ---- | ----- | ------------------------------------- | -------- | ------------- | ----- |
| 1    | 4     | Martin Sinkovic Valent Sinkovic       | Croatie  | 6 min 15 s 63 | QA    |
| 2    | 6     | Martin Mačković Miloš Vasić           | Serbie   | 6 min 17 s 47 | QA    |
| 3    | 2     | Kai Langerfeld Conlin McCabe          | Canada   | 6 min 19 s 15 | QA    |
| 4    | 3     | Niki van Sprang Guillaume Krommenhoek | Pays-Bas | 6 min 19 s 57 | QB    |
| 5    | 5     | Giovanni Abagnale Marco di Constanzo  | Italie   | 6 min 20 s 29 | QB    |
| 6    | 1     | Thibaud Turlan Guillaume Turlan       | France   | 6 min 52 s 24 | QB    |

### Finales
Les trois premiers de chaque série se qualifient pour la finale.

#### Finale A
| Rang                                | Ligne | Rameur                                     | Pays     | Temps         |
| ----------------------------------- | ----- | ------------------------------------------ | -------- | ------------- |
| Médaille d'or, Jeux olympiques      | 3     | Martin Sinkovic Valent Sinkovic            | Croatie  | 6 min 15 s 29 |
| Médaille d'argent, Jeux olympiques  | 4     | Marius Cozmiuc Ciprian Tudosa              | Roumanie | 6 min 16 s 58 |
| Médaille de bronze, Jeux olympiques | 5     | Frederic Vystavel Joachim Sutton           | Danemark | 6 min 19 s 88 |
| 4                                   | 1     | Kai Langerfeld Conlin McCabe               | Canada   | 6 min 20 s 43 |
| 5                                   | 2     | Martin Mačković Miloš Vasić                | Serbie   | 6 min 22 s 34 |
| 6                                   | 6     | Jaime Canalejo Pazos Javier Garcia Ordonez | Espagne  | 6 min 25 s 25 |

#### Finale B
| Rang | Ligne | Rameur                                | Pays             | Temps         |
| ---- | ----- | ------------------------------------- | ---------------- | ------------- |
| 1    | 4     | Niki van Sprang Guillaume Krommenhoek | Pays-Bas         | 6 min 22 s 75 |
| 2    | 5     | Dzmitry Furman Siarhei Valadzko       | Biélorussie      | 6 min 25 s 88 |
| 3    | 6     | Thibaud Turlan Guillaume Turlan       | France           | 6 min 28 s 01 |
| 4    | 3     | Sam Hardy Joshua Hicks                | Australie        | 6 min 30 s 20 |
| 5    | 2     | Giovanni Abagnale Marco di Constanzo  | Italie           | 6 min 31 s 43 |
| 6    | 1     | Brook Robertson Stephen Jones         | Nouvelle-Zélande | 6 min 38 s 20 |